# Сокта
Сокта́ (лукомар. шокта) — марійський національний м'ясний продукт.
Являє собою домашню ковбасу з дрібно нарубаними шматочками м'яса з салом і кров'ю або субпродуктів з крупою.

## Сервірування
Перед вживанням варили у воді або запікали на сковороді в печі. Один з неодмінних ритуальних продуктів під час моління в марійській традиційній релігії.